# Peropteryx trinitatis
Peropteryx trinitatis (Miller, 1899) è un pipistrello della famiglia degli Emballonuridi diffuso in America meridionale e nei Caraibi.

## Descrizione

### Dimensioni
Pipistrello di piccole dimensioni, con la lunghezza dell'avambraccio tra 41 e 42 mm e un peso fino a 9,2 g.

### Aspetto
Il colore generale del corpo varia dal bruno-giallastro scuro al bruno-nerastro, con la base dei peli più chiara. Il muso è appuntito e privo di peli, la fronte è alta. Le orecchie sono triangolari, con l'estremità arrotondata, ricoperte di pliche cutanee nella superficie interna del padiglione auricolare e ben separate tra loro. Il trago è corto e con l'estremità arrotondata, mentre l'antitrago è semi-circolare, lungo e si estende in avanti quasi fino all'angolo posteriore della bocca. Le membrane alari sono nerastre e attaccate posteriormente sulla caviglia. Una sacca ghiandolare poco sviluppata è presente tra l'avambraccio e il primo metacarpo, è disposta parallelamente al corpo, si estende fino al bordo d'entrata alare e si apre in avanti. La coda è relativamente lunga e fuoriesce dall'uropatagio a circa metà della sua lunghezza. Il calcar è lungo.

## Biologia

### Comportamento
Si rifugia nelle cavità degli alberi e sotto tronchi abbattuti. Si trova anche all'interno di grotte negli Llanos venezuelani.

### Alimentazione
Si nutre di insetti catturati in volo.

## Distribuzione e habitat
Questa specie è diffusa sulle isole di Aruba, Isla Margarita, Trinidad & Tobago e Grenada, nel Venezuela e nella Guyana francese.

## Tassonomia
Sono state riconosciute 2 sottospecie:
- P.t.trinitatis: Aruba, Venezuela, Isla Margarita, Trinidad & Tobago, Guyana francese;
- P.t.phaea (G. M. Allen, 1911): Grenada.

## Conservazione
La IUCN Red List, considerata la mancanza di informazioni circa la sua biologia, ecologia e lo stato della popolazione, classifica P.trinitatis come specie con dati insufficienti (DD).